# 野村騒動
野村騒動（のむらそうどう）は、江戸時代中期に伊勢桑名藩で起こったお家騒動である。藩の財政改革に取り組んだ郡代野村増右衛門一派が粛清される騒ぎとなり、藩主が左遷された。

## 概要

### 桑名藩の相次ぐ災害
伊勢桑名藩主・松平定重の時代は50年の長きに及んだが、度重なる水害や火災に見舞われた。特に天和元年（1681年）の洪水による被害は激しく、定重は家臣の減給、176人の家臣のリストラを断行した。もともと元禄時代に入ると領主の経済力が落ちてきて支配体制が揺らぎ、富裕商人が台頭しだす傾向が全国的に見えてきたが、元禄14年（1701年）には桑名城下で大火災が起こり、1500軒が焼失し、天守閣も類焼した。このため藩財政は極度に悪化し、桑名藩では幕府より1万両を借用して復興に当てた。宝永4年（1707年）には長雨で稲作が不作となり、窮乏した農民は郡代に訴え、さらに桑名城の北大手門に押しかけるなどしたため、藩でも武士の給米を大幅に減額してその場をしのぐしかなかった。

### 野村の改革
定重はこの苦境を打開するため、藩政改革に取り組むことを決断し、そして改革に抜擢されたのが野村増右衛門という郡代であった。野村はもともと8石3人扶持（2人扶持）という微禄の小者に過ぎなかったが、定重は野村の実力を評価して登用した。野村は改革で倹約をはじめ、元禄大火による城郭並びに城下の復興再建、幕命による津藩との相模酒匂川の大工事の完成、領内町屋川下流の新田開発、員弁郡宇賀川改修による農地の開発、神社仏閣の造営修理、道路河川の修復、地場産業の開発などに寄与するなどの政策を実施して次第に頭角を現し、750石取りの郡代という異例の昇進を遂げた。

### 野村の死罪
宝永7年（1710年）3月、豪商山田彦左衛門の世話で藩金2万両を調達するため、野村は江戸に向かった。しかしその留守中に、桑名では公金の横領や農民の搾取、豪華な私生活、一族親族の登用その他様々な嫌疑の訴状が家老などの連名で出され、野村は逮捕されて糾問されることとなった。野村は十数箇条にわたって出された訴状に対してほとんどは的確に弁明したが、わずかに会計に関する些細なことで間違いがあり、それが有罪とされて野村は死罪を宣告された。5月29日、野村は死罪に処され、さらに一族44名が死刑となり、関係者に至っては370人余（一説に571人）に及ぶ大粛清事件になった。しかも野村一族の死刑では、2歳から6歳の幼児12名（養子も含む）という厳しく残酷なものであった。関係者の処罰でも勘定頭や普請奉行、台所賄頭から馬廻りに至り、罪状に至っても「朝夕野村へ心安く致せし故なり」とされており、野村と親しいだけで処罰（追放・所払い）された者も少なくなかった。

### 久松松平家の左遷
この事件はただちに幕府に知られて公儀巡検が行われ、幕府は閏8月15日に定重に対して「桑名藩今度の騒擾天下の評議よろしからず」として越後高田藩に移封された。石高に変化はなかったが、山間の地である高田に追いやられて実高は大きく後退し、桑名の良港を失うことになったので、事実上の減封・左遷であった。定重は騒動の2年後に家督を五男の定逵に譲って隠居し、江戸の藩邸に引き篭もった。また当時、この事件と移封に関する落首が次のように詠まれた。
- 竹は8月、木は切ろ9月、野村増右衛門は5月斬り[4]

野村は逮捕からわずか4日後の5月29日に処刑されたが、桑名藩における重罪人の処刑は通常12月末に行うことになっており、5月の仕置きは非常に異例であったことからそう謳われた。
文政6年（1823年）、松平定永が白河藩から再び桑名へ移封された時、久松松平家は正式に野村や一族など370名余の赦免の沙汰を出し、事件から113年後に野村は無罪とされて供養塔も建立された。